# Mohamed Khairy
Mohamed Khairy egyiptomi profi sznúkerjátékos. Khairy 2012-ben lett profi, miután az African Billiards and Snooker Federation jelölte őt profinak.

## Karrier

### Debütáló szezon
Khairy nem tudott játszani az első 6 pontszerzőn és egyik PTC-n sem vízumproblémák miatt. Elvesztette mind a négy profi meccsét, legutolsó a Tony Drago elleni 10–4-es vereség volt a 2013-as sznúker-világbajnokság selejtezőiben.

### 2013/2014-es szezon
A Wuxi Classic selejtezőiben 5–0-ra kikapott Neil Robertsontól, illetve ellene lökte Robertson a 2. maximumát. Az ausztráliai versenyen sem lesz ott, 5–3-ra kapott ki Darrell Whitworthtól.

## Fordítás
Ez a szócikk részben vagy egészben  a   Mohamed Khairy című angol nyelvű Wikipédia-szócikk fordításán alapul.  Az eredeti cikk szerkesztőit annak laptörténete sorolja fel. Ez a jelzés csupán a megfogalmazás eredetét és a szerzői jogokat jelzi, nem szolgál a cikkben szereplő információk forrásmegjelöléseként.